# Ambassade du Mali en France
L'ambassade du Mali en France est la représentation diplomatique de la république du Mali auprès de la République française, située à Paris.

## Ambassade
L'ambassade est située dans le grand hôtel de Montmorency, rue du Cherche-Midi dans le quartier Notre-Dame-des-Champs du 6e arrondissement de Paris.
L'ambassadeur est également accrédité auprès du Portugal, de Monaco et au Vatican, ainsi qu'auprès de l’ordre souverain de Malte et de l'Organisation internationale de la francophonie.

## Consulats
Le Mali dispose d'un consulat général à Bagnolet, commune de Seine-Saint-Denis limitrophe de Paris (et aussi de Montreuil dont la municipalité estime accueillir la plus grosse communauté malienne de France) et de quatre consulats honoraires situés à Bordeaux, Marseille et Toulouse.

## Ambassadeurs du Mali en France
Toumani Djimé Diallo a été rappelé le 27 février 2020 par le président du Mali à la suite de ses propos tenus devant la commission de la défense du Sénat. Il y a dénoncé des débordements qu'auraient commis des légionnaires français,. Le poste d'ambassadeur du Mali en France est actuellement vacant.
| Date de nomination                                                       | Date de nomination                                                       | Date de remise des lettres de créance                                    | Date de remise des lettres de créance                                    | Diplomate                                                                |
| En qualité d'ambassadeurs extraordinaires et ministres plénipotentiaires | En qualité d'ambassadeurs extraordinaires et ministres plénipotentiaires | En qualité d'ambassadeurs extraordinaires et ministres plénipotentiaires | En qualité d'ambassadeurs extraordinaires et ministres plénipotentiaires | En qualité d'ambassadeurs extraordinaires et ministres plénipotentiaires |
| ------------------------------------------------------------------------ | ------------------------------------------------------------------------ | ------------------------------------------------------------------------ | ------------------------------------------------------------------------ | ------------------------------------------------------------------------ |
| ?                                                                        |                                                                          | 3 février 1992                                                           | [ JORF 1 ]                                                               | Moussa Makan Camara                                                      |
| ?                                                                        |                                                                          | 15 février 1993                                                          | [ JORF 2 ]                                                               | Madina Ly-Tall                                                           |
| ?                                                                        |                                                                          | 2 novembre 1999                                                          | [ JORF 3 ]                                                               | Moussa Coulibaly                                                         |
| ?                                                                        |                                                                          | 18 décembre 2003                                                         | [ JORF 4 ]                                                               | Mohamed Salia Sokona                                                     |
| ?                                                                        |                                                                          | 2 juillet 2010                                                           | [ JORF 5 ]                                                               | Boubacar Sidiki Toure                                                    |
| ?                                                                        |                                                                          | 8 juillet 2014                                                           | [ JORF 6 ]                                                               | Cheikh Mouctary Diarra                                                   |
| 16 janvier 2018                                                          | [ 5 ]                                                                    | 31 août 2018                                                             | [ JORF 7 ]                                                               | Toumani Djimé Diallo                                                     |